# Hypoxis pulchella
Hypoxis pulchella là một loài thực vật có hoa trong họ Hypoxidaceae. Loài này được G.L.Nesom mô tả khoa học đầu tiên năm 1993.